# Sam Kelly
Sam Kelly, född 19 december 1943 i Manchester, död 14 juni 2014 i Esher i Surrey, var en brittisk skådespelare. Han gjorde bland annat rollen som kapten Hans Geering i komediserien 'Allå, 'allå, 'emliga armén. Han medverkade även i Bleak House och Morden i Midsomer.